# هوسان
هوسان (به ترکی آذربایجانی: Hövsan) شهری است در نزدیکی باکو که عمدتاً جزو حومه شهر باکو محسوب می‌گردد. این شهر ۳۸٬۶۷۵ نفر جمعیت دارد.